# Аветисян, Самвел Хачатурович
Самве́л Хачату́рович Аветися́н (арм. Սամվել Խաչատուրի Ավետիսյան; 8 (22) октября 1902 года, село Каладжух Елизаветпольской губернии Российской империи — дата и место смерти не установлены) — армянский советский организатор и передовик сельскохозяйственного производства. Герой Социалистического Труда (1948).

## Биография
Самвел Хачатурович Аветисян родился 8 (22) октября 1902 года в селе Каладжух Елизаветпольской губернии Российской империи (ныне — село Сарнакунк в Сюникской области Республики Армения)[уточнить] в бедной семье сельского рабочего.
После установления Советской власти в Армении Самвел Аветисян был призван в ряды Рабоче-крестьянской Красной армии и проходил военную службу. В 1931 году он вступил в ряды ВКП(б)/КПСС. В том же году Аветисян перешёл на работу в колхоз «Авангард» села Борисовка (ныне — село Цхук в Сюникской области Армении) Сисианского района Армянской ССР в качестве заведующего скотоводческой фермой колхоза. В 1937 году Аветисян был избран председателем правления колхоза «Авангард» и занимал эту должность до 1941 года. В 1941 году он был призван в ряды Красной армии, откуда демобилизовался в 1942 году.
В 1942 году Самвел Аветисян вновь был назначен председателем правления колхоза «Авангард» Сисианского района Армянской ССР. В качестве председателя Аветисян направил свои усилия на повышение урожайности сельскохозяйственных культур и продуктивности скотоводства. Под его руководством в колхозе ежегодно перевыполнялись намеченные планы. В 1944 году за получение высоких урожаев зерновых культур председатель колхоза Аветисян был награждён орденом Ленина. По инициативе Аветисяна в колхозе были утверждены новые нормы, чем было обусловлено повышение эффективности производства. Село Борисовка, на территории которого располагался колхоз «Авангард», находится в суровых климатических условиях. Севу зерновых культур в мае 1947 года мешал покрывший поля снег. Для решения этой проблемы колхозники кропили поля кусками угля, кроме того они вели эффективную борьбу против сорных растений. К 1947 году в колхозе с каждого гектара на общей территории 659 гектаров план урожайности был перевыполнен на 4 центнера. Под руководством Аветисяна с отдельной площади 48 гектаров было получено 37,6 центнера урожая пшеницы — это был самый высокий результат в Армянской ССР.
Указом Президиума Верховного Совета СССР от 4 мая 1948 года за получение высокого урожая пшеницы при выполнении колхозами обязательных поставок и натуроплаты за работу МТС в 1947 году и обеспеченности семенами зерновых культур для весеннего сева 1948 года Самвелу Хачатуровичу Аветисяну было присвоено звание Героя Социалистического Труда с вручением ордена Ленина и золотой медали «Серп и Молот».
В 1952 году Самвел Аветисян был направлен на годовые курсы по переподготовке председателей колхозов. После прохождения курсов в 1953 году Аветисян был назначен председателем колхоза села Базарчай (ныне — село Горайк в Сюникской области Армении) Сисианского района Армянской ССР. На этой должности он остался до расформирования колхоза в 1957 году. С 1958 года Аветисян был председателем исполкома сельсовета села Базарчай. В 1962 году вышел на пенсию.
Самвел Хачатурович Аветисян также вёл активную общественную работу. Он избирался депутатом Верховного Совета Армянской ССР II—III созывов.

## Награды
- Герой Социалистического Труда (Указ Президиума Верховного Совета СССР от 4 мая 1948 года, орден Ленина и медаль «Серп и Молот») — за получение высокого урожая пшеницы при выполнении колхозами обязательных поставок и натуроплаты за работу МТС в 1947 году и обеспеченности семенами зерновых культур для весеннего сева 1948 года[6].
- Орден Ленина (8.02.1944)[6][4].
- Орден Отечественной войны 2 степени (21.11.1991)[8].